# Mr. Tambourine Man
Mr. Tambourine Man – piosenka skomponowana przez Boba Dylana, nagrana przez niego w 1965 roku i wydana na albumie Bringing It All Back Home (1965).
Utwór w wykonaniu amerykańskiej grupy The Byrds znalazł się na 79. pozycji listy 500 utworów wszech czasów czasopisma „Rolling Stone”, a oryginalną aranżację Dylana umieszczono na 106. miejscu tego samego zestawienia.

## Historia
W maju 1964 roku Dylan nagrał tę piosenkę podczas sesji nagraniowej w domu Erica von Schmidta w Sarasocie (stan Floryda), a 17 maja utwór wykonał po raz pierwszy na koncercie w Royal Festival Hall w Londynie (Anglia). W czerwcu tego samego roku zrealizował nagranie w ich studiu swojego wydawcy The Witmark Music. 9 czerwca zarejestrował materiał z tym utworem do albumu Another Side of Bob Dylan (1964), ale na oryginalnej wersji longplaya nie uwzględniono tej piosenki. 15 stycznia 1965 Amerykanin zrealizował sesje nagraniowe w Columbia Studio A w Nowym Jorku; powstało wtedy 6 wersji „Mr. Tambourine Man”, a na albumie Bringing It All Back Home zamieszczono ostatnią wersję z sesji.
31 października 1964 Dylan wykonał tę piosenkę podczas koncertu w Philharmonic Hall w Nowym Jorku; to nagranie ukazało się na The Bootleg Series Vol. 6: Bob Dylan Live 1964, Concert at Philharmonic Hall (2004). 1 sierpnia 1971 roku Dylan wystąpił podczas koncertu na rzecz Bangladeszu; utwór „Mr. Tambourine Man” wykonany został tylko w trakcie drugiego (nocnego) koncertu.
Dylan pisząc i komponując ten utwór czerpał inspirację z wielu różnych źródeł. Biograf Dylana, Robert Shelton, zacytował teorie sugerujące, że inspiracją artysty było wszystko od „radosnego zgiełku” czarnej muzyki gospel, poprzez pieśni Armii Zbawienia z ich rytmem podkreślanym tamburynem aż do poematu Williama Butlera Yeatsa Bizancjum (1930). Sam Dylan powiedział o inspiracji filmem La strada (1954) Federico Felliniego oraz wielkim tamburynem przyniesionym na sesję nagraniową przez gitarzystę i basistę Bruce’a Langhorne’a. Wspomniał także o tym, że napisał ten utwór po wzięciu udziału w Mardi Gras i opuszczeniu Nowego Orleanu w połowie lutego 1964 roku. Amerykański dziennikarz Al Aronowitz twierdził jednak, że „Mr. Tambourine Man” powstał w czasie całonocnej pracy Dylana w jego domu w Berkeley Heights (stan New Jersey). Nawet jeśli tak było, to piosenka ta była raczej pisana w ciągu pewnego czasu i w domu Aronowitza mogła powstać kolejna z wczesnych jej wersji.
Utwór ten był wykonywany zarówno solowo jak i z całymi zespołami muzycznymi. Na początku 1974 roku, podczas koncertów z kanadyjską grupą The Band, piosenka wykonywana była w stosunkowo szybkim tempie. Podczas pierwszego i drugiego tournée Rolling Thunder Revue (1975–1976) Dylan powrócił do wersji akustycznej. Podczas światowego tournèe w 1978 roku piosenka zaaranżowana była dość bigbandowo, a użycie fletu nadało jej radosnego charakteru.

## Charakterystyka
„Mr. Tambourine Man” jest jednym z najbardziej znanych utworów Dylana i jednocześnie dość nietypowym. Kompozycja ta rozpoczyna się bowiem od refrenu. Piosenka ta była zawsze wysoko oceniana przez krytyków zwłaszcza za jej artystyczne wyrażenie sugerujące „pozaświatowość” wyłaniającą się zza zasłony rzeczywistości. Krytyk muzyczny Oliver Trager stwierdził, że „Mr. Tambourine Man” jest jednym z najgłębszych wierszy Dylana. Paul Williams, analizując metodę pracy Dylana w studiu nagraniowym, stwierdził, że ostateczne nagranie jednym ciągiem i bez żadnych poprawek trzech utworów: „Mr. Tambourine Man”. „It’s Alright, Ma (I’m Only Bleeding)” i „Gates of Eden” dorównuje największym amerykańskim dziełom typu „Skowyt” (aut. Allen Ginsberg) i W drodze (aut. Jack Kerouac) powstałych 10 lat wcześniej.

## Tekst
Piosenka ta przenika przez zasłonę, „welon” rozdzielający nasz świat od drugiego, wyższego świata. Jednocześnie powstanie, a zwłaszcza nagranie tego utworu można rozpatrywać jako wynik dotarcia Dylana do „drugiego świata”. Metafizyk mógłby określić, że Dylan otrzymał to ze swojego „wyższego ja”. Chociaż wszyscy mamy „wyższe ja”. to osiągnięcie artysty leży w tym, że jest on z nim w kontakcie i posiada umiejętność dzielenia się tym z innymi.
Piosenka jest nie tylko o wolności, ale i o poddaniu się – „Jestem gotów pójść gdziekolwiek, jestem gotów zniknąć” (I’m ready to go anywhere, I’m ready for to fade). Dylan przy tym zastanawia się, czy nie stał się po prostu tylko klaunem.
Tytułowa postać tamburynisty doczekała się niezliczonych prób interpretacji ze strony fanów. Dylan jednak wyjaśnił w piosence, że mr. Tambourine Man jest po prostu źródłem rytmu, który słyszy piosenkarz. Wiecznym perkusjonistą. Dylan napisał też o tym w tekście zamieszczonym na okładce albumu. Końcowe wersy utworu są wezwaniem do muzy artysty o „zesłanie” na niego inspirującego doświadczenia poza „wszelką pamięcią i przeznaczeniem”, aby mógł zapomnieć „o dzisiaj aż do jutra”.
Z powodu licznych odniesień do stanów pozornie wywołanych narkotykami, piosenka ta właściwie natychmiast została zaatakowana jako „utwór narkotyczny”, co zmusiło Dylana do odpowiedzi. Między innymi w nocie do wersji utworu zamieszczonej na albumie Biograph (1985) muzyk napisał, że „narkotyki nigdy nie grały roli w tej piosence”. Nawet, jeśli jest to prawdą, to piosenka ta wydaje się odbijać psychodeliczne doświadczenie, które jest chyba najbardziej widoczne w interpretacji tego utworu przez grupę The Byrds.

## Odniesienia
Hunter S. Thompson zadedykował swoją powieść Lęk i odraza w Las Vegas Dylanowi i tej piosence. Została ona także odegrana na pogrzebie Thompsona.

## Dyskografia
Albumy
- 1965: Bringing It All Back Home
- 1967: Bob Dylan’s Greatest Hits
- 1971: The Concert for Bangladesh (album różnych wykonawców)
- 1979: Bob Dylan at Budokan
- 1985: Biograph
- 1998: The Bootleg Series Vol. 4: Bob Dylan Live 1966, The „Royal Albert Hall” Concert
- 2002: The Bootleg Series Vol. 5: Bob Dylan Live 1975, The Rolling Thunder Revue
- 2004: The Bootleg Series Vol. 6: Bob Dylan Live 1964, Concert at Philharmonic Hall
- 2005: The Bootleg Series Vol. 7: No Direction Home: The Soundtrack
- 2007: Dylan

Film
- 2007: The Other Side of the Mirror: Bob Dylan Live at the Newport Folk Festival

## Wersje innych artystów
- 1965: The Byrds – Mr. Tambourine Man (Greatest Hits, 1967; Untitled, 1970; The Original Singles: 1965–1967, Volume 1, 1980)
- 1965: Odetta – Odetta Sings Dylan
- 1965: Judy Collins – 5th Album (Recollections: The Best of Judy Collins, 1969)
- 1965: Hugues Aufray – À l’Olympia (Au Casino de Paris, 1965)
- 1965: Four Seasons – Sing Big Hits of Bacharach, Davis & Dylan
- 1965: Gerry Mulligan – If You Can't Beat 'Em, Join' Them
- 1965: Alvin and the Chipmunks – Chipmunks à Go-Go
- 1966: The Lettermen – More Hit Sounds of the Lettermen!
- 1966: Duane Eddy – Duane Does Dylan
- 1967: Stevie Wonder – Down to Earth
- 1965: Johnny Rivers – Johnny River Rocks the Folk
- 1968: William Shatner – The Transforemed Man
- 1968: Marmalade – There’s a Lot of It About
- 1972: Melanie – Born to Be (1969); Four Sides of Melanie
- 1974: John Denver – Beginnings with the Michael Trio
- 1998: Gene Clark – Firebyrd (1984); Flying High
- 1989: Crowded House – I Feel Possessed (Unplugged in the Byrdhouse, 1995)
- 1996: Roger McGuinn – Live from Mars
- 1999: The Mamas & the Papas – Before They Were The Mamas & the Papas
- 2000: Chris Hillman – album różnych wykonawców The Folkscene Collection, Volume II